# 奥林达历史中心
奥林达历史中心（葡萄牙語：Centro Histórico de Olinda）即巴西伯南布哥州奥林达的老城区域，几乎占市区三分之一的面积。 
对历史中心的保护开始于1930年代，当时面向主要的古迹。此后，保护扩展到该市仍然存在的所有历史、文化和建筑遗产。1980年，宣布为国家历史遗产，1982年被联合国教科文组织确认为世界遗产。
根据当时作家马加尔什·贡达沃称，奥林达是16世纪和17世纪初之间巴西殖民地最富有的城市。甚至被称为“小里斯本”（Lisboa pequena），因为其富裕程度仅有葡萄牙宫廷才与之相当。1624 年至1625年荷兰入侵巴西之际，这里曾是巴西殖民时期的总部。
马蒂亚斯·德阿尔布开克(Matias de Albuquerque)被任命为总督，从奥林达管理殖民地。这里的繁荣结束于荷兰人伯南布哥入侵，他们从这里的建筑物搬走值钱的材料，建设他们的新荷兰（Nova Holanda）的首都累西腓，并烧毁了奥林达。奥林达一度恢复了地位，但已不复当初的影响。19世纪中叶，奥林达不再是伯南布哥的首府。
奥林达拥有数十座具有宝贵历史价值的巴洛克式教堂和修道院，并维持了殖民地的城市布局。它是巴西历史上的一个重要地点。

## 圖集

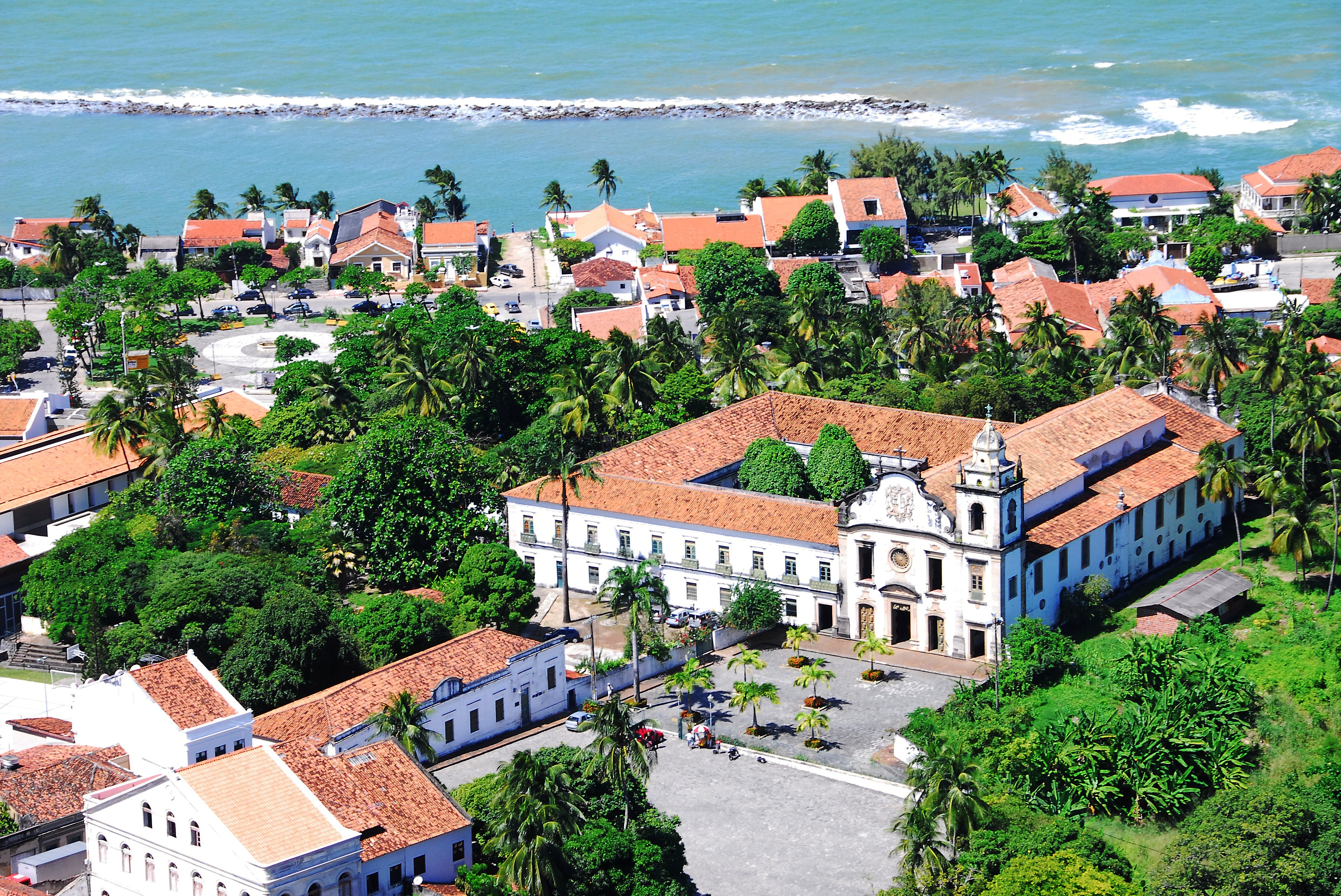
奥林达圣本笃修院
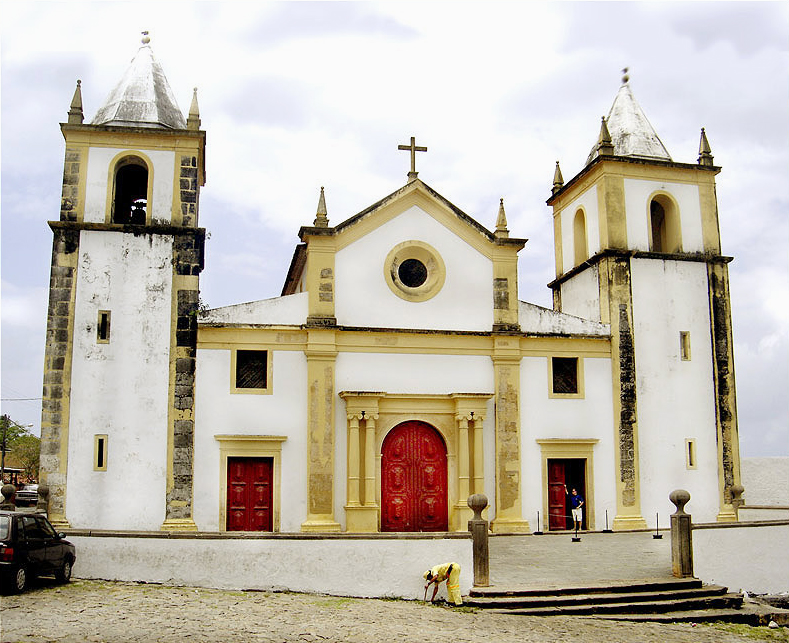
主教座堂
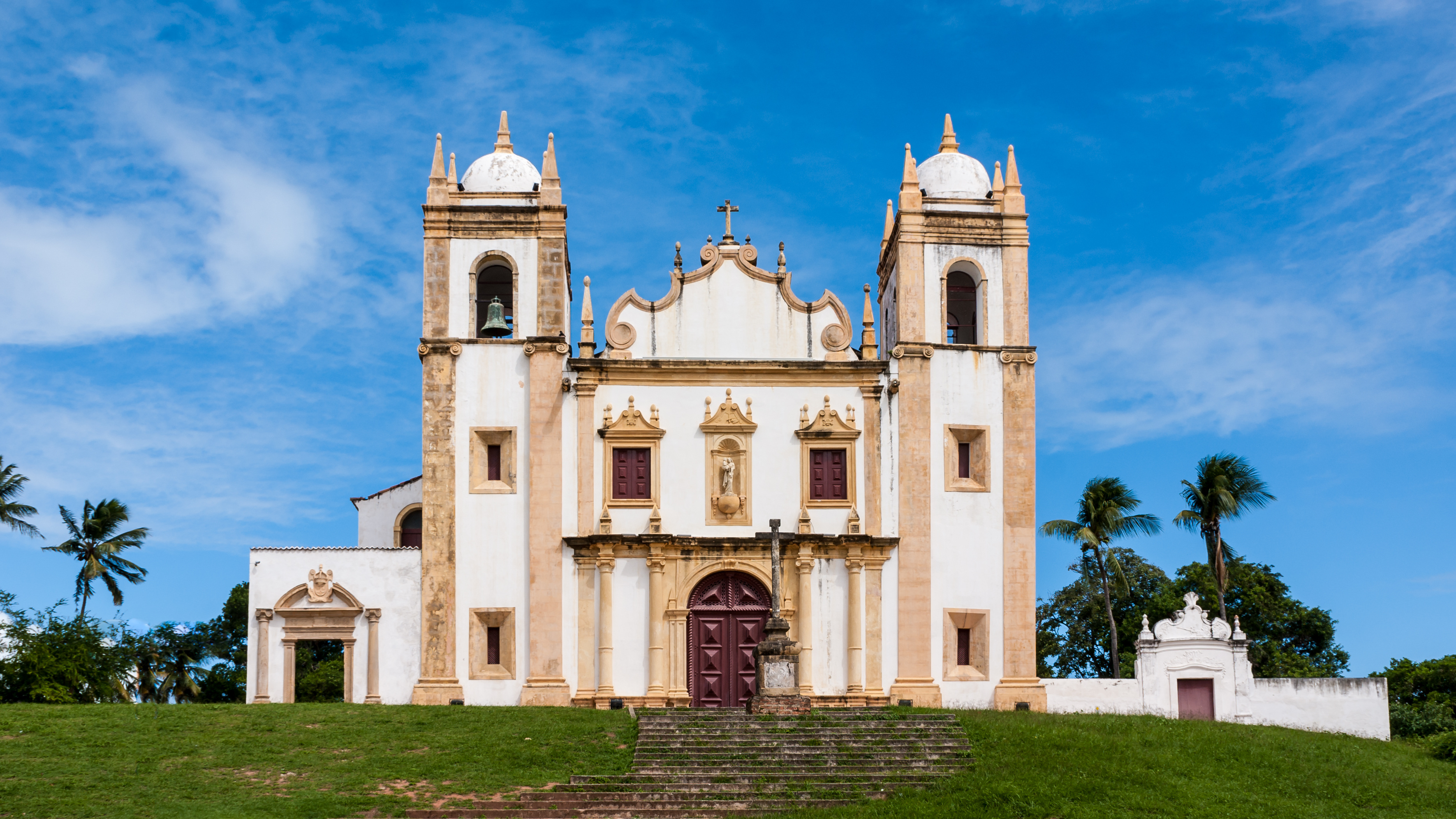
奥林达嘉模圣母堂
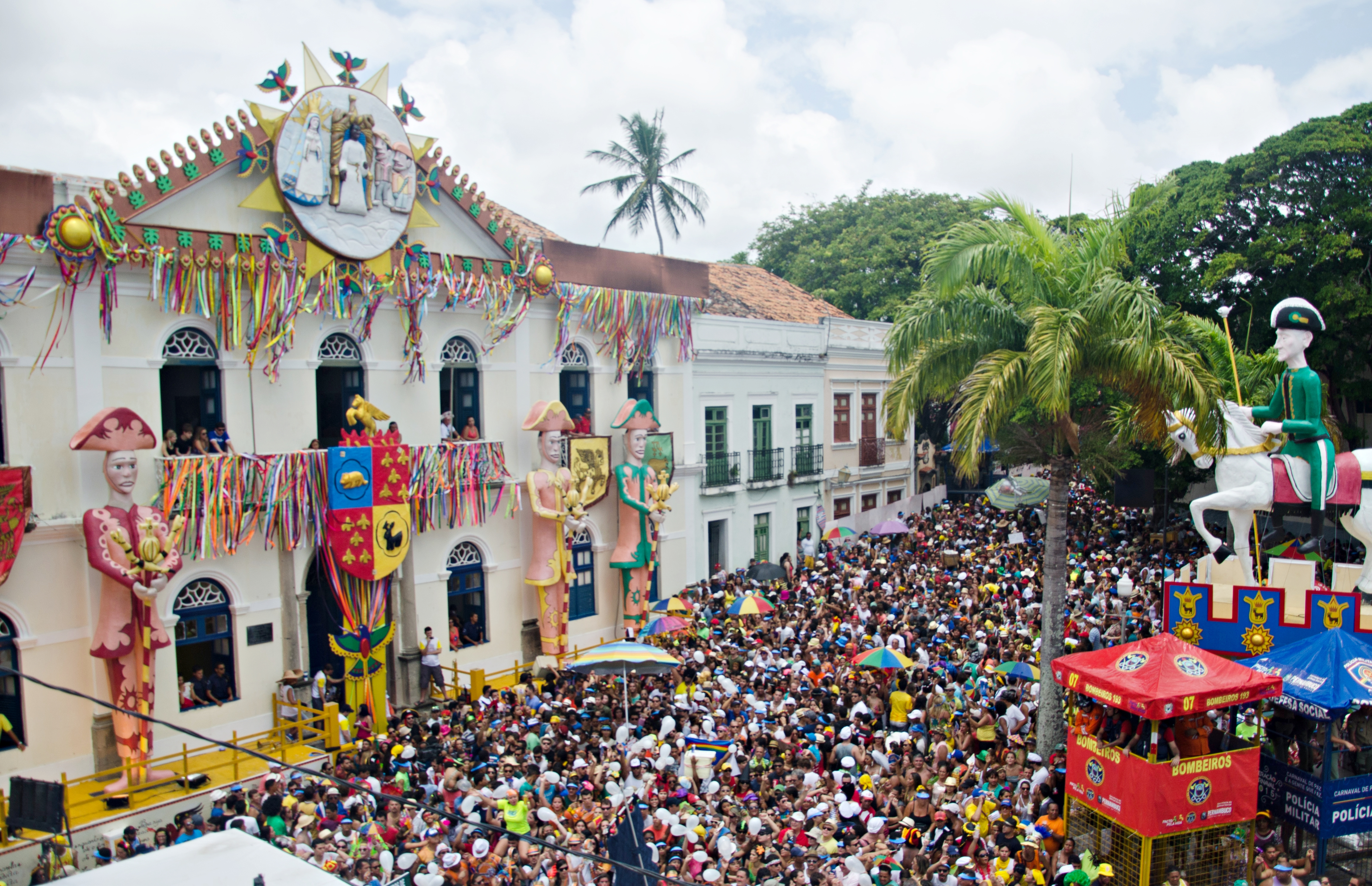

## 外部連結
- Site da Prefeitura Municipal de Olinda（页面存档备份，存于）
- Guia Virtual da Cidade de Olinda （页面存档备份，存于）
- O Centro Histórico na página da UNESCO（页面存档备份，存于）.